# Heimatblätter des Landkreises Diepholz
Die Heimatblätter des Landkreises Diepholz sind ein Sprachrohr des niedersächsischen Landkreises Diepholz, in dem – über das aktuelle Tagesgeschehen hinaus – historische, kulturelle und naturhistorische Tatsachen und Ereignisse aus dem Landkreis Diepholz dargestellt werden.
Seit der Fusion des Landkreises Diepholz aus den vorher existierenden Landkreisen Grafschaft Diepholz und Grafschaft Hoya 1977 werden sie vom Landkreis Diepholz herausgegeben.
Zunächst erscheinen die Heimatblätter als monatliche Beilage zur Kreiszeitung Syke, einer der beiden täglich erscheinenden regionalen Zeitungen. Im zeitlichen Abstand von 1 – 2 Jahren werden die Einzelbeiträge dann zu Sammelbänden – ebenfalls unter dem Titel „Heimatblätter des Landkreises Diepholz“ – zusammengefasst. Dann befinden sich ca. 100 Einzel-Artikel in einem Sammelband.
Die ehrenamtliche redaktionelle Betreuung der „Heimatblätter“ liegt seit Anfang 2018 in den Händen des Historikers Stephan Kathe. Kathe ist seit Anfang 2018 außerdem Leiter des Kreisarchivs des Landkreises Diepholz. Vorher – seit 1984 – war der Diepholzer Pädagoge, Heimatforscher und Autor Wilfried Gerke für die Heimatblätter verantwortlich. Er war auch Verfasser zahlreicher Artikel in den Heimatblättern.
Vor Gerke war der Weyher Pädagoge und Heimatforscher Erich Rendigs für die Redaktion der „Heimatblätter des Landkreises Diepholz“ verantwortlich (seit 1977). Rendigs war bereits Redakteur der „Heimatblätter des Landkreises Grafschaft Hoya“, die seit 1972 für den Bereich des Landkreises Grafschaft Hoya herausgegeben wurden.